# Gamla kvarnkontoret

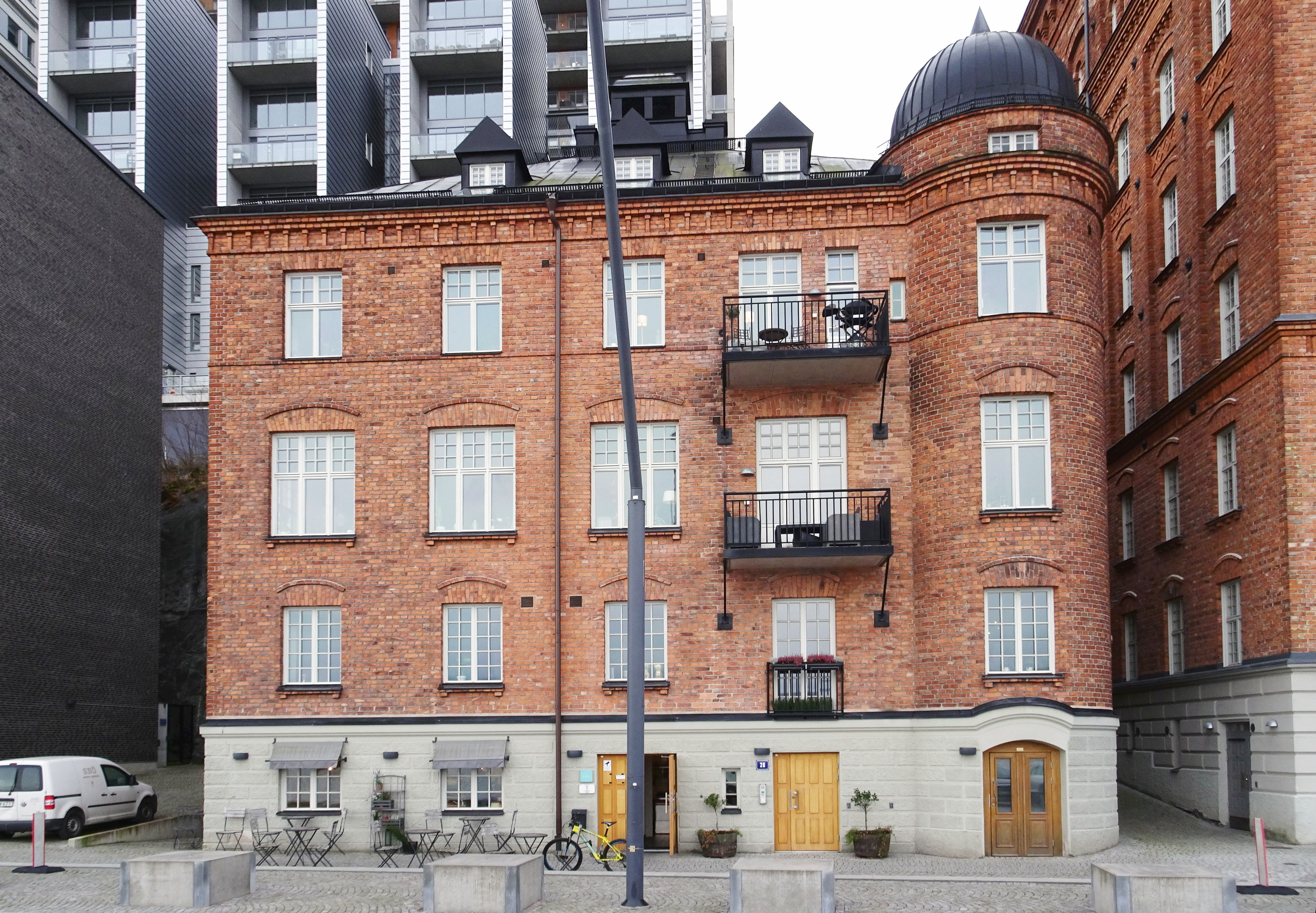
Gamla kvarnkontoret i november 2021.

Gamla kvarnkontoret, även kallat Hamnkontoret (fastighet Sicklaön 38:7) är en kulturhistoriskt värdefull byggnad vid Mjölnarvägen 26 på Kvarnholmen i Nacka kommun. Byggnaden uppfördes 1912–1913 efter ritningar av arkitekt Edward Ohlsson som huvudkontor och bostadshus för Kvarnen Tre Kronor. Fastigheten har en q-märkning på gällande detaljplan från 2009, vilket innebär att byggnaden får ej rivas eller exteriört förvanskas.

## Historik och byggnadsbeskrivning

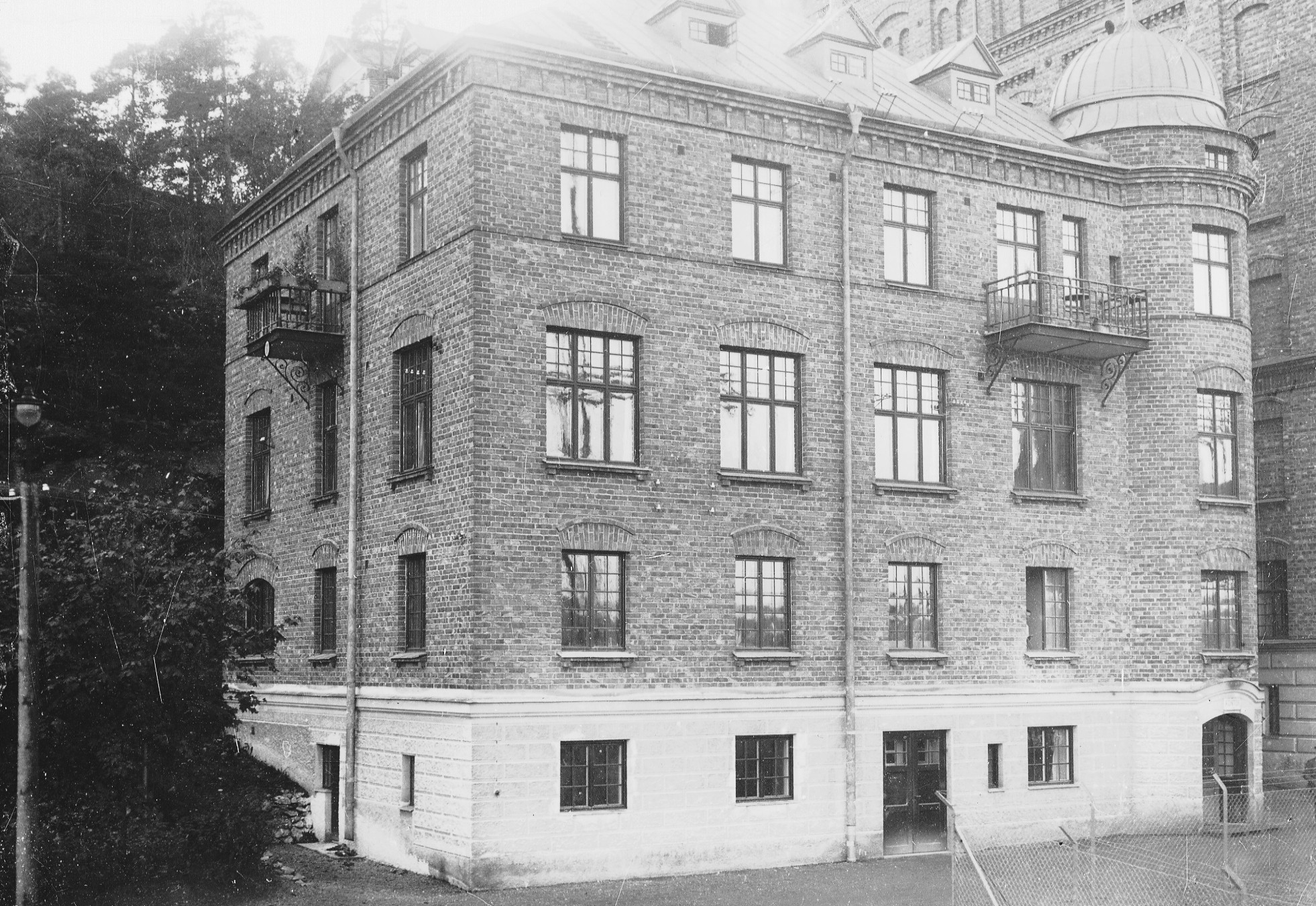
Kvarnkontoret på 1920-talet.

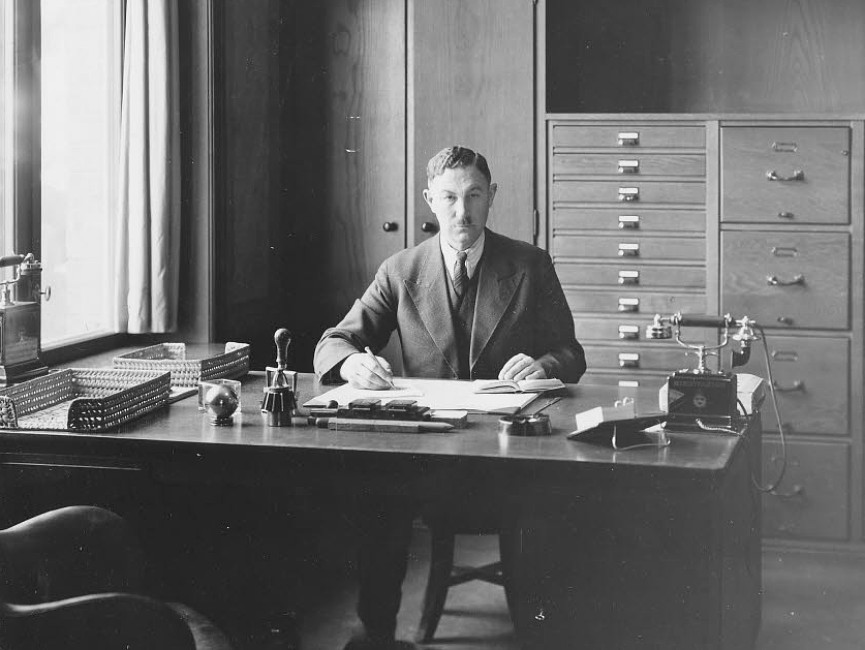
Emil Hamring på sitt kontor.

Byggnaden placerades längst fram vid kajen mot Stockholms inlopp. Uppdragsgivare var Aug. Engström & Co, dåvarande ägaren till Kvarnen Tre Kronor. Till arkitekt anlitades Edward Ohlsson som vid tiden var en erfaren industrihusarkitekt med byggnader för bland annat Nürnbergs Bryggeri och Hamburgerbryggeriet, båda i Stockholm. På kvarnområdet stod han dock inte som arkitekt för fler byggnader.
Byggnaden har fyra våningar med källare och vind under ett brant pyramidtak täckt av plåt och krönt av en takhuv. I nordvästra hörnet märks ett hörntorn med lökkupol som innehåller trapphuset. I höjd med bottenvåningen gestaltades fasaden i putsrusticering medan våning 1–3 består av rött murtegel som under takfoten utfördes i omsorgsfull mönstermurning. I övrigt anslöt arkitekturen och det röda teglet till anläggningens övriga kvarnbyggnader, speciellt till Silo III, grannbyggnaden i väster som uppfördes samtidigt. Husets arkitektur har drag av jugendstil.
På våning 1 och 2 trappa fanns ursprungligen kvarnverksamhetens huvudkontor med bland annat rum för kvarnmästaren, laboratorium, motorrum och tullrum. På våning 3 trappor låg två bostäder med herrum, sal, sängkammare, kök och vattentoalett. Till varje lägenhet hörde en balkong med smidesräcke. Flera balkonger tillkom i samband med ombyggnaden 2012. Huset fungerade även som områdets huvudkontor efter att Kooperativa Förbundet (KF) övertagit kvarnverksamheten 1922. Under nära 30 år var kvarnkontoret arbetsplats för bolagets disponent och verkställande direktör, Emil Hamring. Ett nytt huvudkontor, det så kallade Munspelet, uppfördes först 1966 lite längre västerut, ritat av arkitekterna Olof Thunström och Claes Tottie. Efter att KF lämnat Kvarnholmen på 1990-talet inhyste gamla kontoret bland annat bostäder, kontor och skolverksamhet.

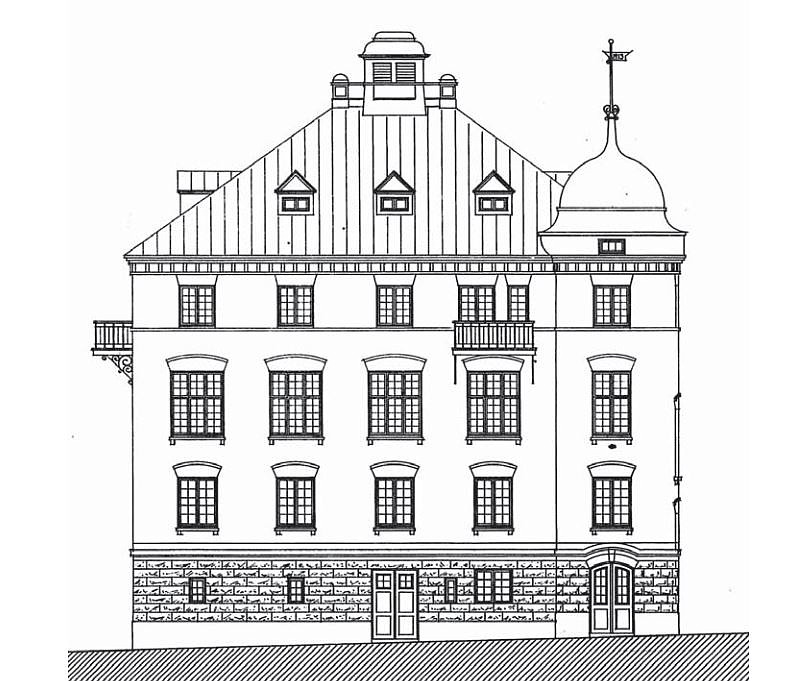
Fasad mot norr.
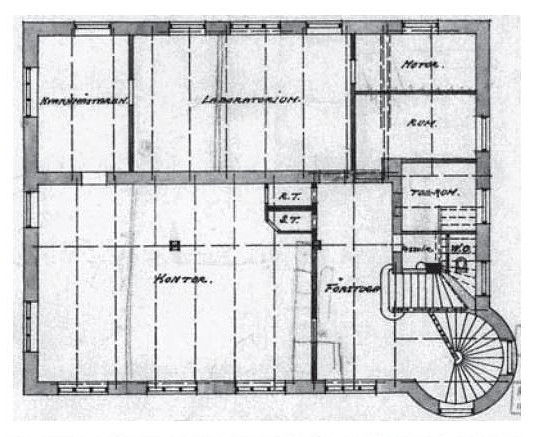
Kontorsvåning.
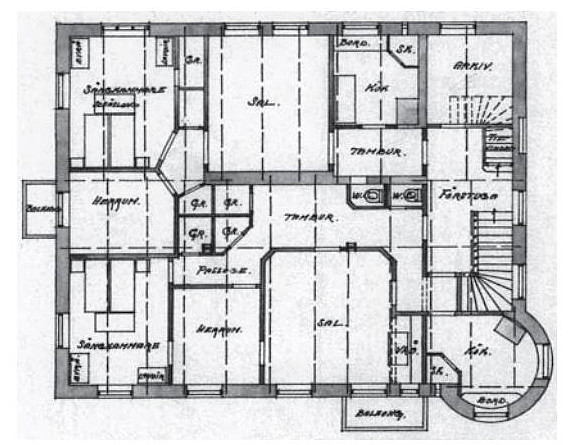
Bostadsvåning.

## Ny användning
I samband med nydaningen av Kvarnholmen från industriområde till en plats för boende, kultur och arbete fick det gamla kontoret nya uppgifter. Detaljplanen medgav användning för bostäder och centrumverksamhet. Bottenvåningen fick inte inredas för bostäder. Byggnaden rustades upp av FastighetsCompagniet, lägenheterna stod inflyttningsklara i december 2012. Sedan 2018 finns glassbaren Snö Gelateria i bottenvåningen.
I huset finns efter ombyggnaden sju bostadsrätter med storlekar mellan 80 och 104 m² som ägs av BRF Saltsjöns Hamnkontor, bildat 2012. I augusti 2020 såldes en lägenhet om 3 rum och kök för 7 070 000 kronor. I anslutning till fastigheten mot öster (Mölnarvägen 28–34) tillkom tre nya bostadshus som stod inflyttningsklara 2013. De kallas Kajhusen och ritades av Nyréns Arkitektkontor. Innan dess fanns här en enkel plåtbyggnad för spannmålsmottagningen, uppfört 1976.

### Bilder

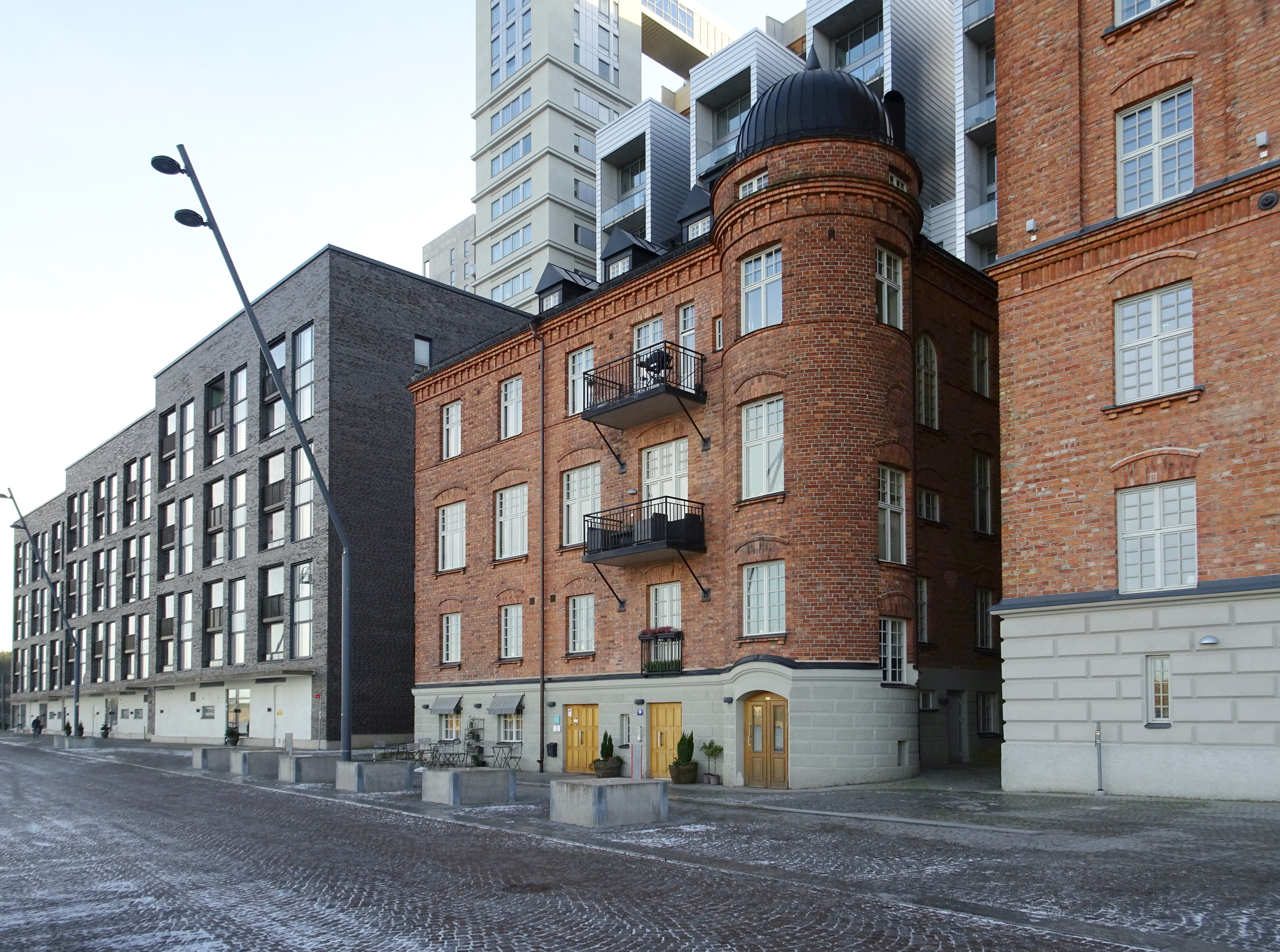
Kajhusen (till vänster) och gamla kvarnkontoret.
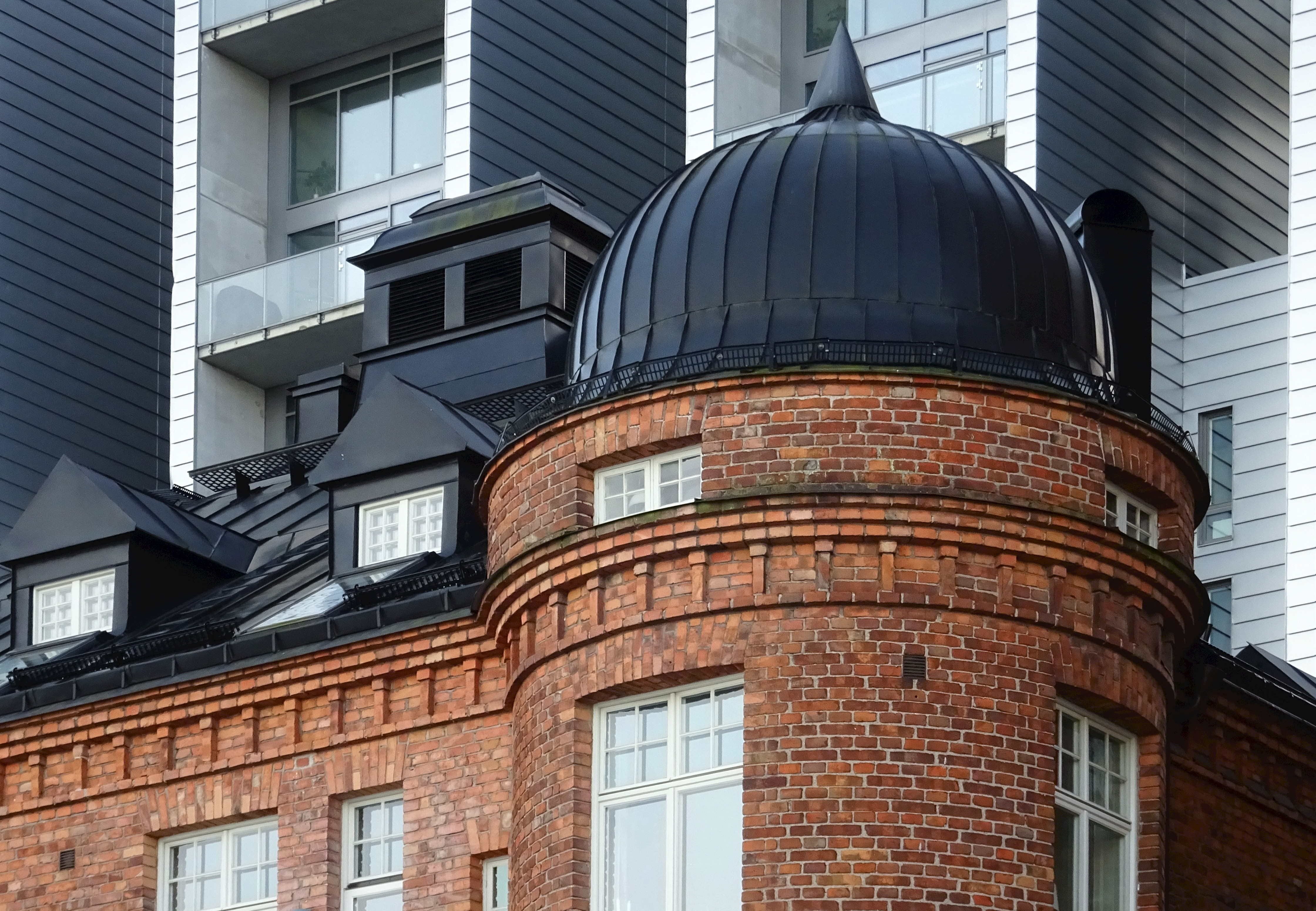
Hörntornet med lökkupolen.
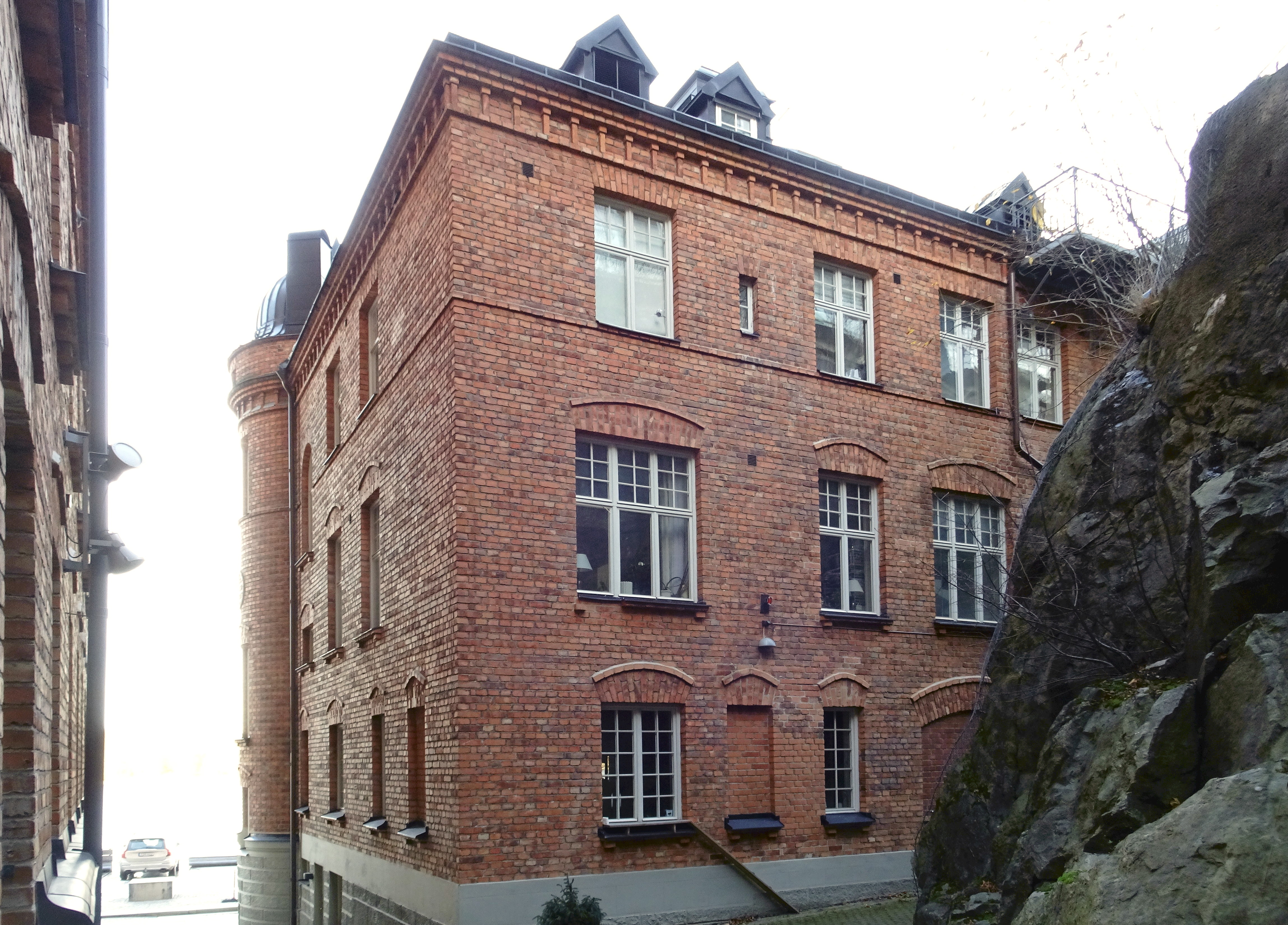
Fasad mot norr.
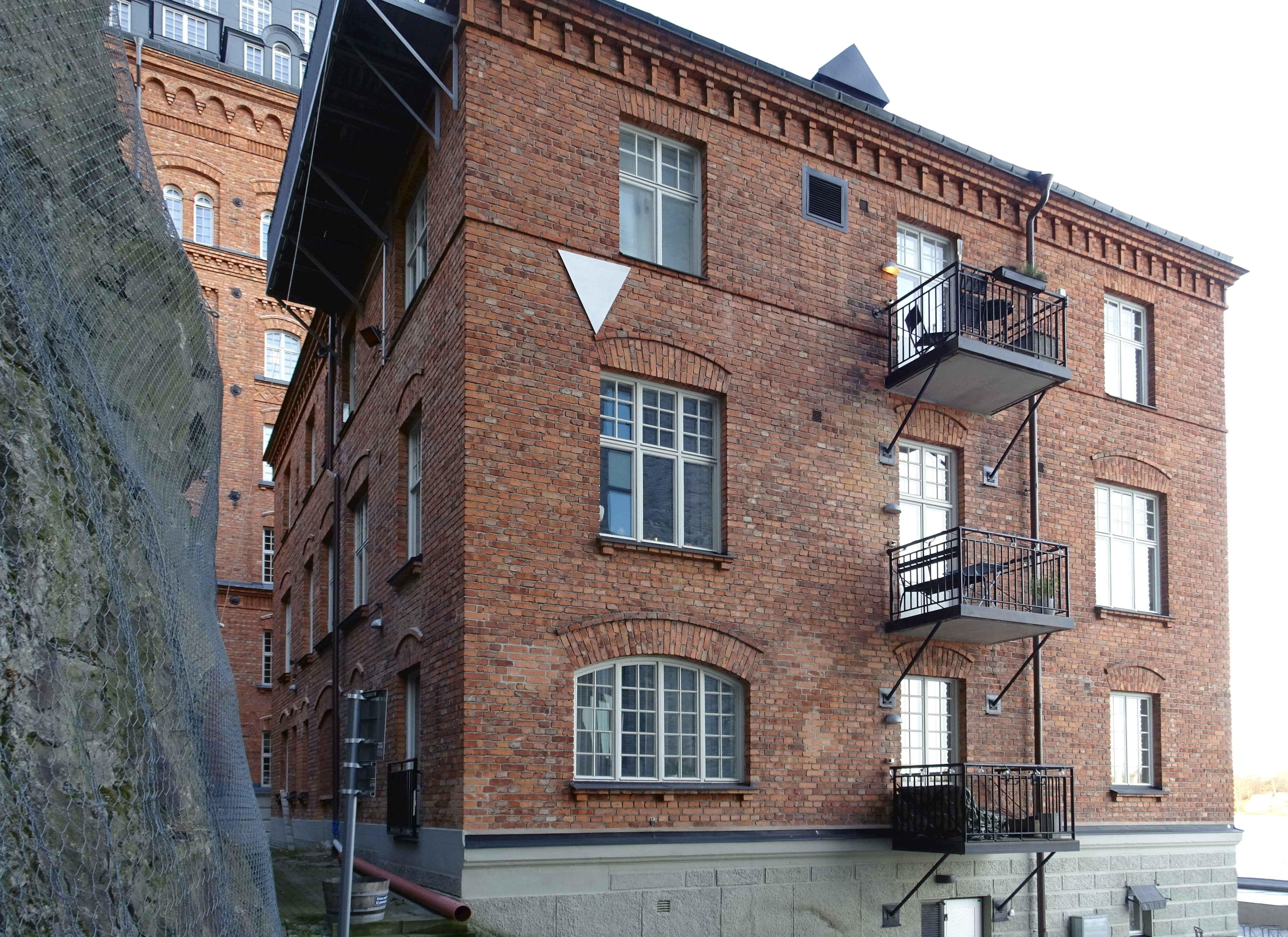
Fasad mot öster.